# Nationalarena

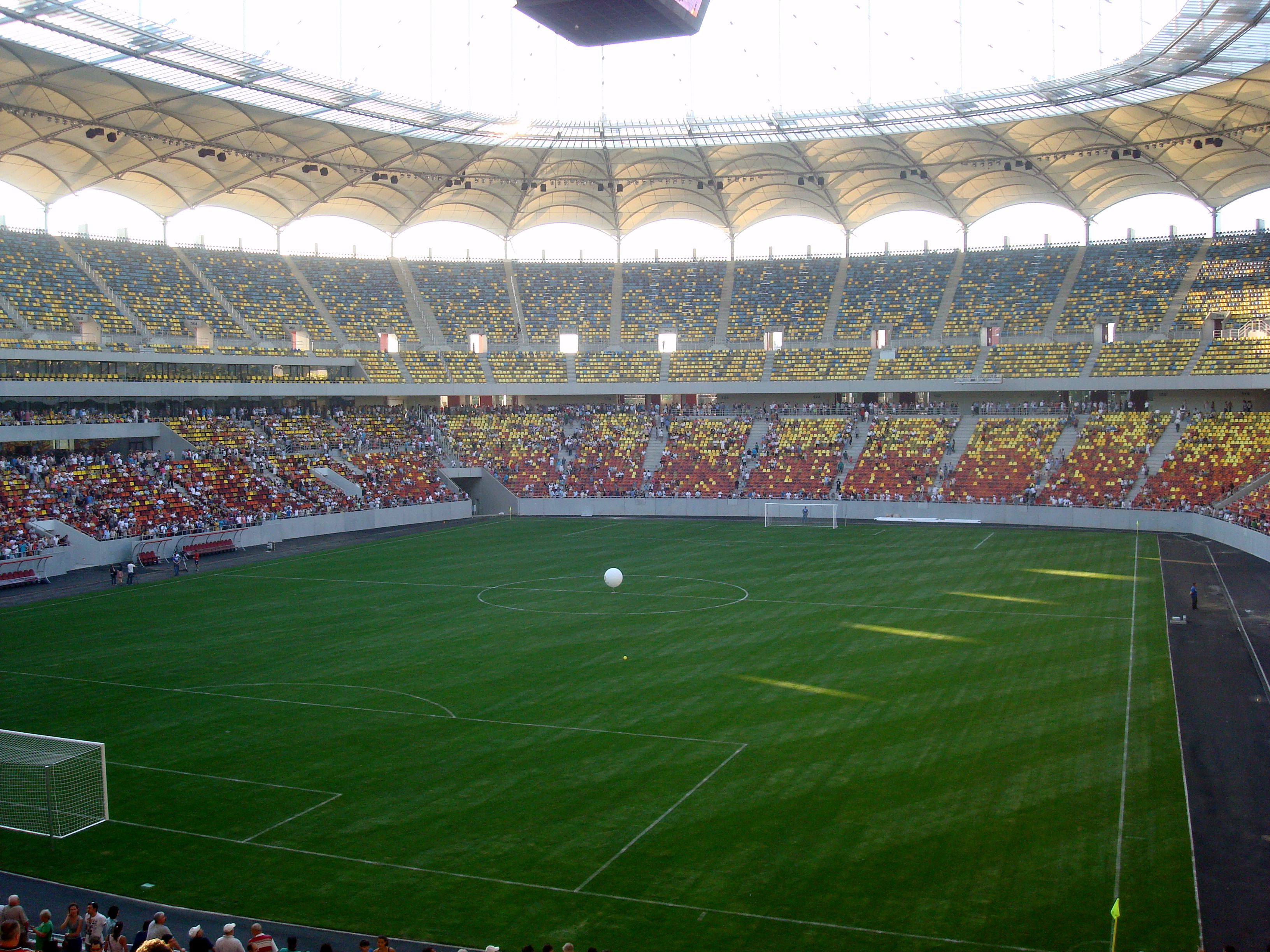
Rumäniens nationalarena i Bukarest.

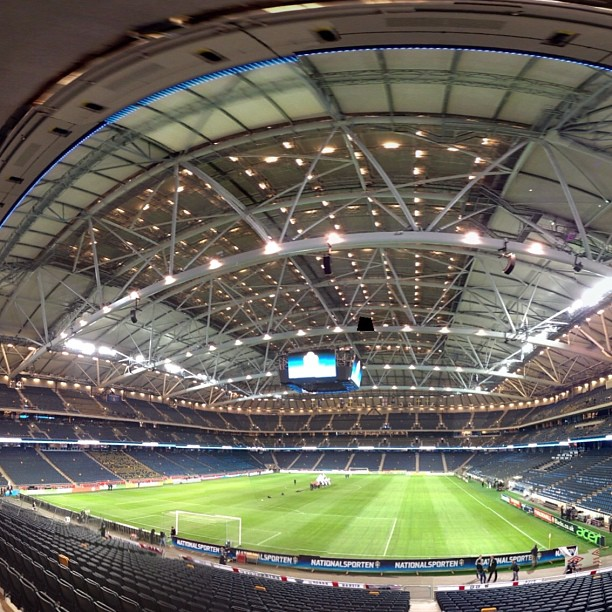
Sveriges nationalarena Strawberry Arena i Stockholm.

En nationalarena eller ett nationalstadion är en arena där ett landslag spelar sina flesta hemmalandskamper, oftast i cricket, fotboll eller rugby. Begreppet kan även användas inom friidrott för anläggningar där de flesta större tävlingarna i det aktuella landet hålls. Nationalarenan är oftast belägen i huvudstaden eller en annan större ort. Vissa nationalarenor är belägna på den ort i landet där den aktuella sporten har störst fäste, och ofta är nationalarenan landets största arena. Många länder har en huvudstad som också är mycket större än någon annan stad och som är hemvist för TV och de ledande tidningarna. Ofta spelas alla landskamper i den staden för att det anses ge mer PR och mer publik, särskilt om arenan är landets största. I Sverige har Sveriges herrlandslag i fotboll spelat de flesta av sina hemmalandskamper i Stockholmsområdet, fastän den största arenan under åren 1958-2012 låg i Göteborg. Sveriges damlandslag i fotboll fick i april 2009 en egen nationalarena, Gamla Ullevi.

## Nationalarena eller landskamper på flera orter?
Systemet med nationalarenor har dock kritiserats. Många tycker det är bättre att landskamper spelas på olika orter så att så många som möjligt skall kunna få se bra landskamper spelas på sin hemort. Många nationalarenor används "till vardags" av ett klubblag. Stora mästerskap som fotbolls-VM och EM hålls inte i en enda stor arena, utan på flera orter.

## Exempel på nationalstadion
- Nationalstadion (Warszawa)
- Pekings Nationalstadion
- Ta’ Qali-stadion

### Fotnoter
1. ↑  ”Svensk seger på nya nationalarenan”. Skånska dagbladet. 25 april 2009. Arkiverad från originalet den 4 april 2016. https://web.archive.org/web/20160404140925/http://www.skd.se/2009/04/25/svensk-seger-pa-nya-nationalarenan/. Läst 25 mars 2016.